# Canales alveolares maxillae

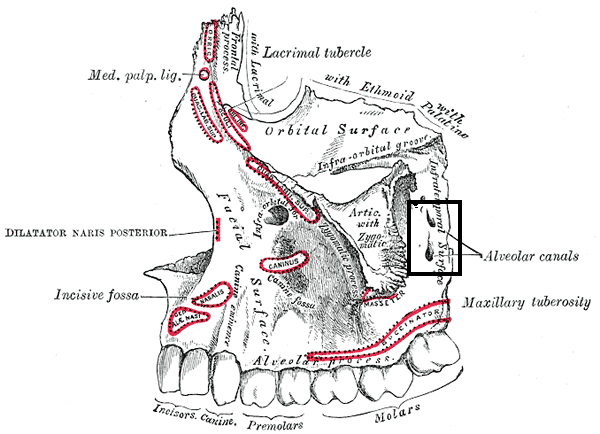
A felső állkapocs (a fekete téglalap jelöli a járatok végét)

A felső állcsont (maxilla) infratemporális felszínén találhatók a canales alveolares maxillae (alveoláris járatok) amiken keresztül fut a ramus alveolares superiores posteriores nervi maxillaris és az arteria alveolaris superior posterior.